# Kristoffer Zegers
Kristoffer Zegers (* 27. Dezember 1973 in Breda/Provinz Noord-Brabant) ist ein niederländischer Komponist.

## Leben und Wirken
Er studierte am Königlichen Konservatorium in Den Haag bei Gilius van Bergeijk, Jan Boerman, Martijn Padding, Clarence Barlow, und Robert HP Platz.
In seinen Kompositionen arbeitet Zegers mit Tonbändern und elektronisch bearbeiteten Klängen. 2002 gab er eine Meisterklasse am Königlichen Konservatorium in Den Haag. Im Folgejahr gründete er ein eigenes elektronisches Studio.
Seine Komposition Singularity IV wurde 1999 im großen Saal des Concertgebouw aufgeführt. Elektroshocks wurde 2003 beim November Festival der International Society for Contemporary Music (ISCM) uraufgeführt, die Uraufführung von Venlaflexine spielte das Kohinoor Saxophon Quartet.
Am 22. April gab Zegers ein Konzert in Breda, Niederlande, grote OLV Kerk, mit 60 Klavieren und 120 Pianisten. 2008 werden mehrere von diesen Konzerten organisiert.

## Bedeutende Werke
- Singularity IV für Tonband und Lautsprecher (1998)
- Klavier Synthesen Nr. 1 (1999)
- Tod und Erklärung für Tonband und Cembalo (2000)
- Elektroshocks für acht Saxophone und Tonband (2003)
- Venlafaxine für vier Saxophone (2004)